# FW Be 4/4 11–15
Als Be 4/4 11–15 werden die fünf 1984/85 gelieferten elektrischen Triebwagen der Frauenfeld-Wil-Bahn bezeichnet. Sie wurden zusammen mit den Bt 111–114 von der Flug- und Fahrzeugwerke Altenrhein (FFA) hergestellt. Die elektrische Ausrüstungsteile stammen grösstenteils von Brown, Boveri & Cie (BBC). 1992 wurden noch Nummer 16 und 17 von Stadler Rail in den Betrieb aufgenommen. Mit der Ablieferung der neuen ABe 4/8 7001–7005 von Stadler wurden die Be 4/4 11–15 überzählig.

## Geschichte
Mit der 1975 beschlossenen Erhaltung und Modernisierung der Frauenfeld-Wil-Bahn kamen drei Schritte zum Zug. Der erste Schritt, welcher am 8. Oktober 1975 beschlossen wurde, war die Einführung des Rollbockbetriebes. Als zweiter Schritt, welcher am 12. Juni 1978 beschlossen wurde, war die technische Sanierung der Strecke angesagt, dazu gehörte die Einrichtung eines Streckenblockes und das Aufstellen von Billettautomaten. Als dritter und letzter Schritt war auch die Anschaffung von neuem Rollmaterial unumgänglich, lag doch die letzte Beschaffung von neuem Rollmaterial gut 60 Jahre zurück. Auch die von anderen Bahnen übernommenen Triebfahrzeuge (ehemals BD Be 4/4 6–8 (Baujahr 1947), FW Nr. 204–206 und BTI BDe 4/4 5 (Baujahr 1944) FW Nr. 207) entsprachen nicht mehr den gestiegenen Anforderungen. Die fünf Triebwagen und vier Steuerwagen wurden 1982 bestellt. Zugleich wurde in Wil eine neue, moderne Depotanlage erstellt, welche die alte in Frauenfeld Stadt ablöste.

## Technisches
Die von FFA und BBC gebauten Fahrzeuge waren für die damalige Zeit sehr modern, weisen sie doch Scheibenbremsen und eine Traktionsausrüstung mit Gleichstromstellern aus. Aus Kostengründen wurden möglichst viele gleiche Teile für Triebwagen und Steuerwagen verwendet. So besitzen beide die gleichen Wagenkästen.
Der Wagenkasten ist eine geschweisste selbsttragende Leichtbau-Stahlkonstruktion. Dieser ist symmetrisch aufgebaut, wobei der Wagenboden sich durchgängig auf derselben Höhe von 960 mm befindet. Die automatischen Türen sind als zweiteiligen Aussenschwingtüren mit Klapptritt ausgeführt und befinden sich über dem Drehzapfen, sie können seitenselektiv freigegeben und verriegelt werden. An beiden Wagenenden ist als Zug- und Stosseinrichtung eine halbautomatische +GF+-Kupplung angebracht. Unter den stoffbespannten Sitzen in den Abteilen sind Warmluftgebläse angebracht. Die Frischluftzufuhr erfolgt von oben über eine Mehrlochdecke. Die fest eingebauten Abteilfenster sind mit Klappoberlichtern ausgerüstet. Der Gepäckträger befindet sich längs oberhalb der Fenster. In der Mitte wurde zum Trennen des Raucher- und Nichtraucherabteils eine Glaspendeltüre eingebaut. Hingegen war beim Triebwagen, im Gegensatz zum Steuerwagen, zur Multiplattform keine Türe eingebaut.

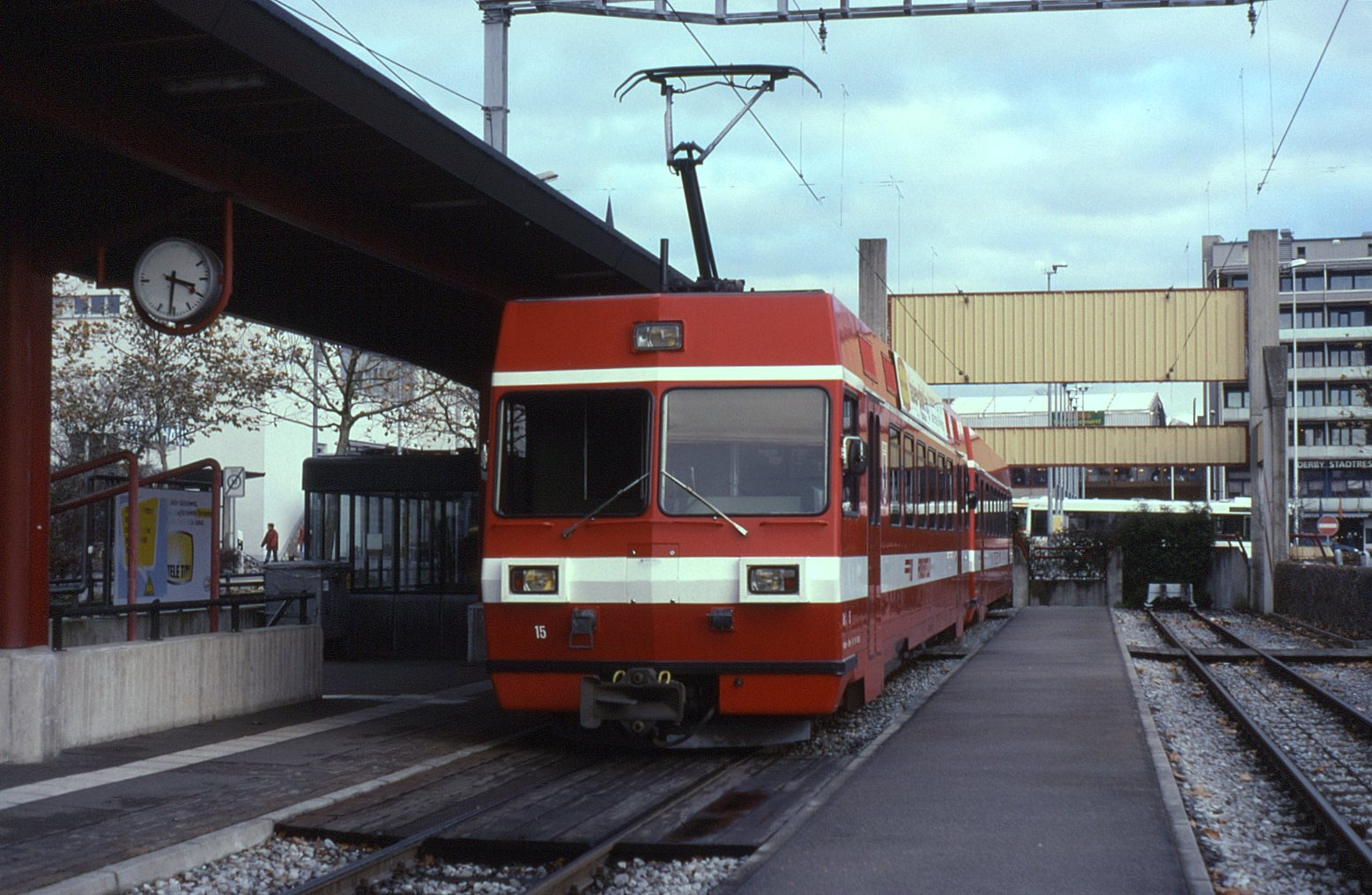
Abfahrbereiter Be 4/4 15 in Wil im ursprünglichen roten Anstrich

Der Drehgestellrahmen besteht aus einem geschweissten Stahlhohlträger, an dem die beiden Motoren fest angeschraubt sind. Die Kraftübertragung erfolgt über zwei Getriebestufen mit dazwischen liegender Gelenkwelle. Dadurch ist nur die Getriebestufe auf der Achswelle nicht abgefedert. Daneben befindet sich in der Mitte der Achswelle noch eine Bremsscheibe für die Druckluftbremse. Daneben gibt es noch je Rad einen Putzklotz, eine Sandeinrichtung und eine Spurkranzschmiereinrichtung. Das alles, auch die Sandkästen, ist im Drehgestell integriert. Die Kraftübertragung erfolgt über einen konventionellen Drehzapfen, während die Federung dreistufig ausgeführt ist. Die Achsfederung und die eigentliche Kastenabfederung sind als Stahlschraubenfederung ausgeführt. Die grossen Stahlfedern der Sekundärfederung stützen aber den Kasten nicht direkt, sondern führen auf eine Traverse. Diese ist wiederum mit zwei Gummi-Schicht-Elementen mit dem Wagenkasten verbunden, welche auch die Drehbewegung zwischen Drehgestell und Wagenkasten übernehmen. Dadurch wird auch eine akustische Entkopplung gewährleistet. Der Achsabstand beträgt 2'300 mm.
Die gesamte elektrische Traktion-Ausrüstung mit Ausnahme der beiden Einholm-Stromabnehmer des Typ ESg 47-2500, dem Überspannungsableiter und dem Gleichstromschnellschalter sind unter dem Wagenboden angebracht. Die Ausrüstung ist in zwei Einheiten aufgeteilt, die für jeweils ein Drehgestell zuständig sind. In den Drehgestellen sind zwei Mischstrom-Reihenschluss-Motoren des Typs 4 EBO 2052 C der Firma BBC als Fahrmotoren eingebaut. Diese sind lastseitig voneinander unabhängig.  Die Be 4/4 gehören zu den ersten Gleichstromfahrzeugen, bei denen die Fahrmotoren mit einer Chopper-Steuerung angesteuert werden. Die Gleichstromsteller arbeiten mit einer Frequenz von 440 Hertz. Wobei die Steuerung zur Begrenzung der mittleren Motorspannung auch eine Speisung der Fahrmotoren mit 220 oder 110 Hertz zulässt. Zum Einsatz kommen rückwärtsleitende Thyristoren (RCT, englisch Reverse Conducting Thyristor), wobei wegen der Spannung pro Funktion immer zwei Thyristoren in Serie geschaltet sind. Es ist eine elektrische Rekuperation-Bremse mit zusätzlicher Widerstandsbremse eingebaut, welche automatisch anspricht, wenn keine Rückspeisung möglich ist. Die Bedienung der elektrischen und pneumatischen Bremse ist zwar getrennt, bei funktionierender elektrischer Bremse vermindert sich abhängig vom Bremsstrom aber selbständig den Bremszylinderdruck der pneumatischen Bremse, um ein Überbremsen zu verhindern. Das Fahrzeug versucht somit selbstständig die Bremskraft mit der elektrischen Bremse aufzubringen. Für den Rollbockbetrieb kann die elektrische Bremskraft begrenzt werden. Als Feststellbremse ist eine Federspeicherbremse eingebaut. Die Ansteuerung erfolgt über eine Befehlsgebersteuerung, mit der der Lokomotivführer die Zugkraft regelt.

## Betriebliches

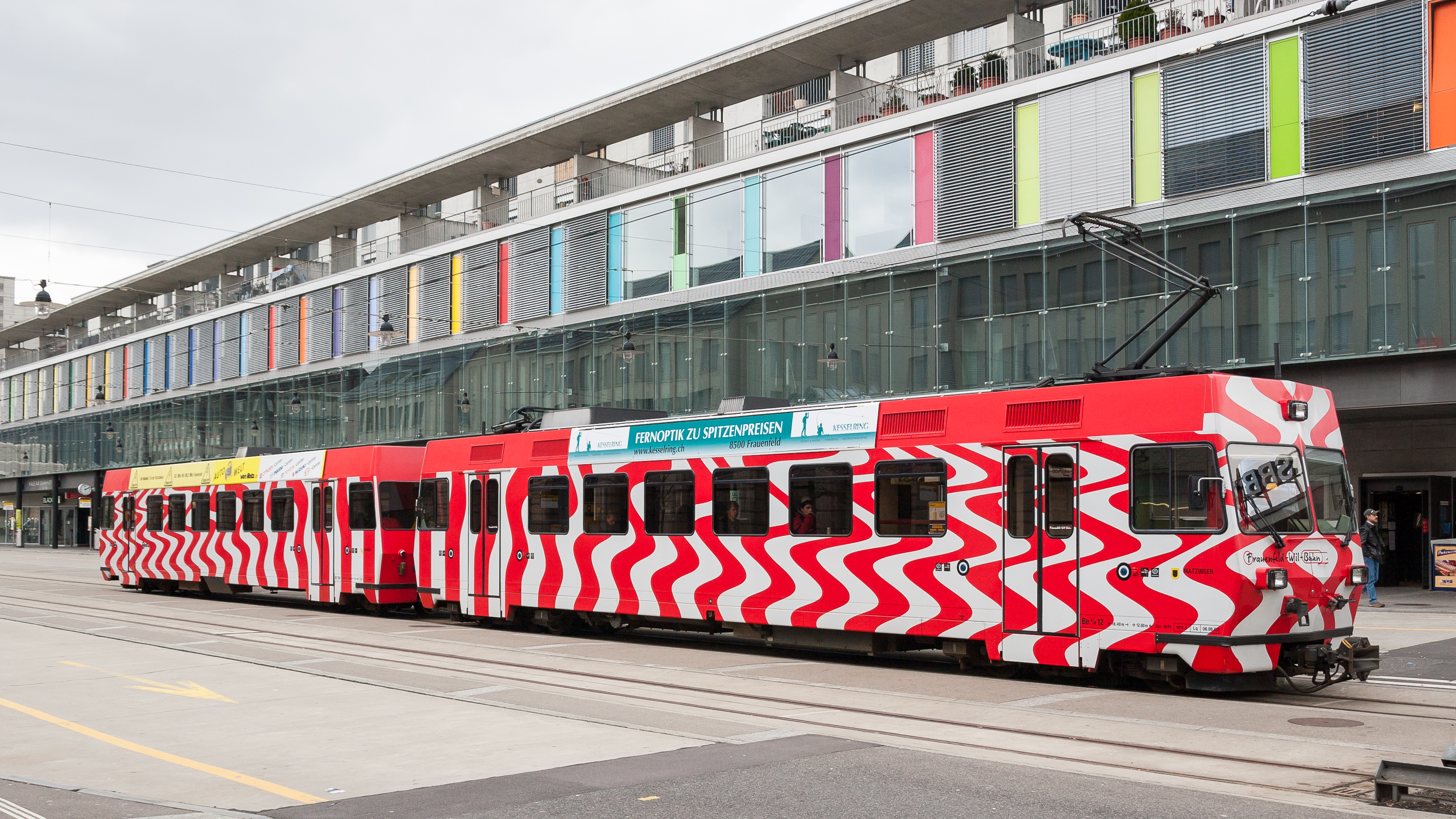
Be 4/4 Nr. 12 am Bahnhof Frauenfeld

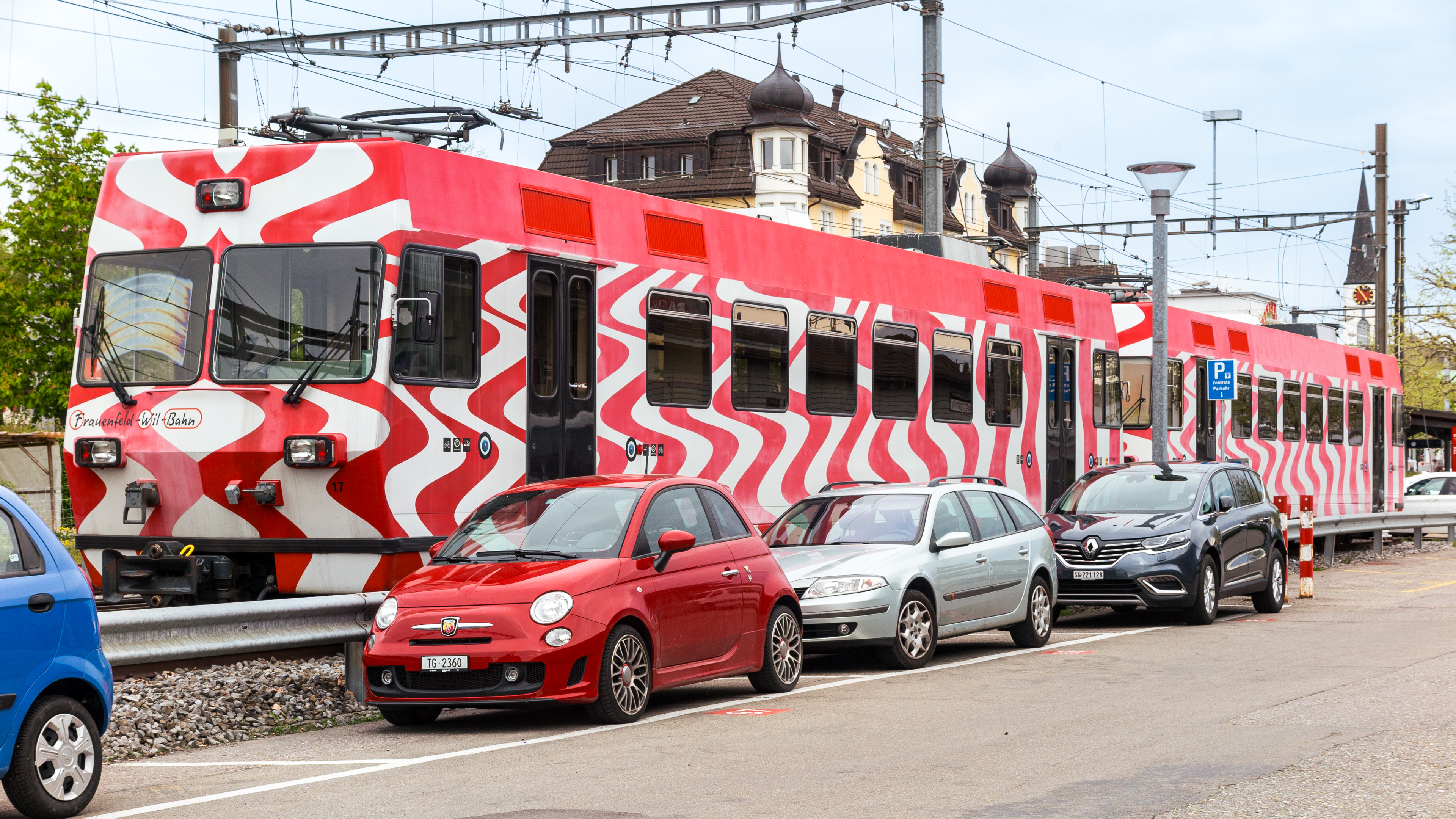
Be 4/4 Nr. 17 & 16 in Wil SG

Neben dem Führen der Personenzüge war auch vorgesehen, dass sie im Güterverkehr die Rollbock-Züge führten. Deshalb erhielten sie auch zwei Führerstände, damit sie da als Solotriebwagen eingesetzt werden können. Allerdings übernahmen meist die beiden auf Druckluft-Bremse umgebauten Be 4/4 204 und 206, die zugleich als Reservefahrzeuge dienten, die Rollbock-Züge.
In der Regel verkehrt ein einzelner Triebwagen mit einem Steuerwagen gekuppelt als Pendelzug. Es ist auch eine Mehrfachtraktion mit einem zweiten Triebwagen möglich. Seit ihrer Ablieferung waren die fünf Fahrzeuge für den gesamten fahrplanmässigen Regelverkehr zuständig. Im Jahr 1992 wurden zwei baugleiche Triebwagen von Stadler und ABB nachgeliefert, diese erhielten die Nummern 16 und 17. Beim dazugehörenden Steuerwagen ist es möglich, die hintere Plattform in ein abschliessbares Gepäck- und Postabteil zu verwandeln.
2013 wurden mit der Lieferung der fünf Stadler-Triebwagen ABe 4/8 die Be 4/4 11–15 nicht mehr benötigt. Die Nummern 11–13 und 15 wurden an die Chemins de fer du Jura (CJ) verkauft, Nummer 14 ging zusammen mit dem Steuerwagen Bt 112 an die Aare Seeland mobil (ASm). Die anderen drei Steuerwagen wurden in den Jahren 2013 und 2014 abgebrochen.
Die beiden neueren Triebwagen 16 und 17 wurden als Reserve-Fahrzeug benötigt. Sie wurden im Jahr 2014 revidiert und zu einer betrieblich untrennbaren Doppeleinheit zusammengefügt. Die beiden Triebwagen wurden mit einem einzigen Zugbeeinflussungsgerät ZSI-127 ausgerüstet, das im Be 4/4 16 eingebaut ist. Die entsprechenden Anzeigen und Bediengeräte wurden nur in den beiden äusseren Führerständen nachgerüstet. Nachdem die beiden fest verkuppelten Triebwagen für den Fahrplan 2019 nicht mehr benötigt wurden, wurde im August 2019 die Nummer 16 als Ersatzteilspender zur ASm nach Langenthal überführt und die Nummer 17 abgebrochen.

## CJ Be 4/4 615–617

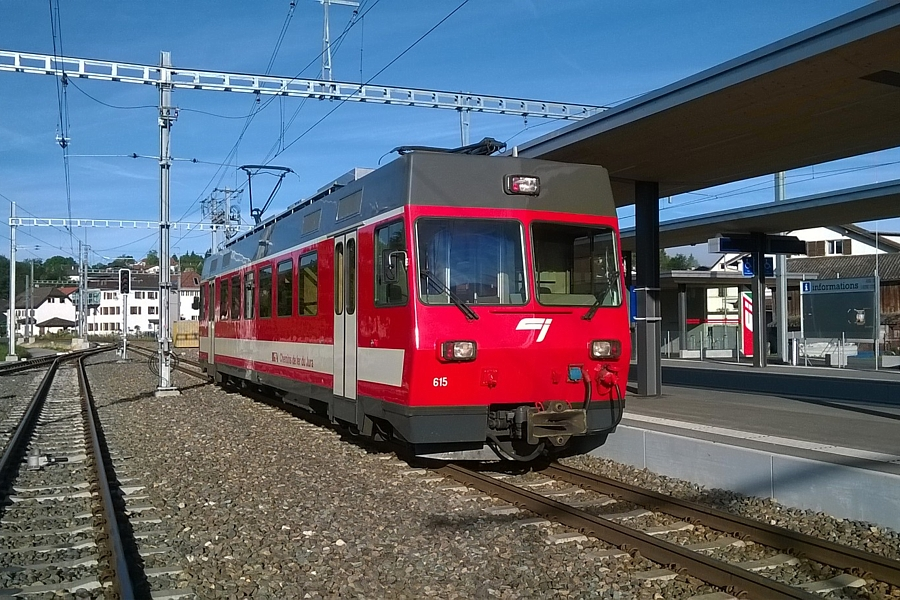
Be 4/4 615 der CJ in Le Noirmont

Die Chemins de fer du Jura (CJ) übernahmen die Be 4/4 11 bis 13 und 15, um damit ältere Gütertriebfahrzeuge zu ersetzen. Traktionstechnisch überbieten diese Triebwagen mit ihrer stufenlosen Chopper-Steuerung alle bisherigen Meterspur-Fahrzeuge der CJ. Der Triebwagen 15 diente als Ersatzteilspender.
Vor dem Einsatz bei den CJ wurden verschiedene Änderungen vorgenommen. Der Chopper musste an die höhere Fahrleitungsspannung von 1500 V Gleichstrom bei den CJ angepasst werden. Weil der Chopper mit Ausnahme des Eingangskondensators jenen der gleichzeitig gebauten Be 4/4 der NStCM und Be 4/8 der LEB entspricht – die beiden Bahnen verkehren wie die CJ ebenfalls mit 1500 V Gleichstrom – war die Anpassung verhältnismässig einfach. Wegen der höheren Spannung wurde der Bordnetzumrichter ersetzt und die Heizung neu konzipiert. Weil für den schweren Güterzugsdienst auf langen Gefällsstrecken die unterflur eingebauten Bremswiderstände unterdimensioniert waren, wurden als Ersatz drei neue Widerstandselemente auf dem Dach montiert. Die Vielfachsteuerung wurde angepasst, damit bei Grossverkehr ein dreiteiliger Pendelzug mit zwei Triebwagen und einem bestehenden Steuerwagen verkehren kann. Die Be 4/4 615–617 können von den CJ-Steuerwagen ABt 711–715 und BDt 721–722 fernbedient werden. Die Fahrzeuge erhielten die bei den CJ verwendete Zugbeeinflussung ZSI-90+ mit Warnungsübertragung.
Die so umgebauten Schlepptriebwagen befördern auf der 50 ‰ steilen Strecke Tavannes–Le Noirmont einen 140 Tonnen schweren Güterzug mit 45 km/h.

## ASm Be 4/4 14

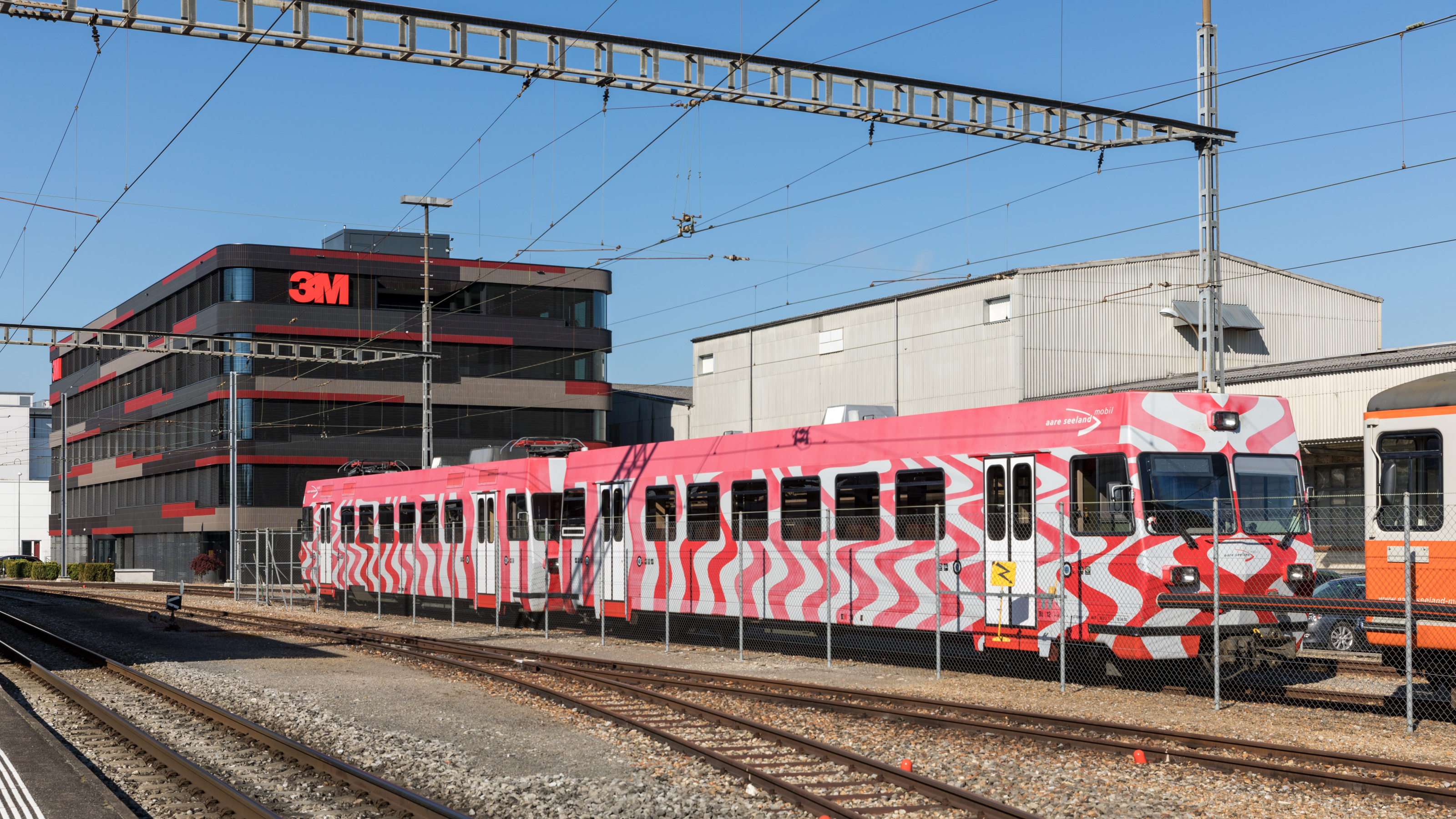
Be 4/4 14 und Bt 112 der ASm in Langenthal

Der Triebwagen Be 4/4 14 mit dem zugehörigen Steuerwagen Bt 112 dient der Aare Seeland mobil (ASm) als Reservefahrzeug für die Strecke Langenthal – St. Urban Ziegelei, wenn kein Triebzug Be 4/8 «Star» zur Verfügung steht. Der im rot-weissen «Zebra»-Design lackierte Personenzug ersetzte Reservefahrzeuge aus den 1970er-Jahren. Bei der ASm beträgt die Fahrleitungsspannung wie bei der FW 1200 V Gleichstrom. In der Werkstatt Langenthal wurde die Komposition an die Bedürfnisse der ASm angepasst. Es wurden kleinere Umbauten vorgenommen und ein von einem älteren Fahrzeug stammendes Fahrgastinformationssystem eingebaut. Auf einen Neuanstrich wurde verzichtet.